# 响水镇 (公主岭市)
响水镇，是中华人民共和国吉林省长春市公主岭市下辖的一个乡镇级行政单位。

## 行政区划
响水镇下辖以下地区：
响水社区、新丰村、姜家店村、陈岗子村、万山村、龙泉村、凤凰坨村、四合村、刘窝堡村、岳家店村、王烧锅村、顺山村、孙油坊村、蔡家店村、湾龙村、致富村、平安村、八家子村、杨柳河村、响水村和榆树林村。